# Франк Петерсон
Франк Петерсон (на немски: Frank Peterson) е немски музикален продуцент работил с Енигма, Сара Брайтман, Gregorian и Princessa.

## Биография
Петерсон е роден на 20 декември 1963 в Гестахт, предградие на Хамбург, Германия. Като дете сам се научава да свири на пиано и синтезатор, започвайки след това работа в музикален магазин. Там той случайно се запознава с Майкъл Крету и стават главен кийбордист на Сандра, с най-значителна негова поява в хит сингъла ѝ „Maria Magdalena“.
Няколко години работи заедно със Сандра върху нейните проекти, а след това заедно със семейство Крету заминава за Ибица, Испания. Там той активно участва в изготвятването на първия албум на новосъздадения проект на Майкъл Крету Енигма, под псевдонима Ф. Грегориан. Петерсон написва няколко от песните включени в „MCMXC a.D.“.
Петерсон напуска групата през 1991 и започва активна работа върху собствения си проект Gregorian, съоснован с Томас Шварц и Матиас Майснер. Първоначално групата е замислена като поп-проект в духа на Енигма, но в този стил издава само един албум, „Sadisfaction“ през 1991 г., когато основните вокални партии се изпълняват от The Sisters of Oz: Сузана Еспелета (съпруга на Петерсон в този момент) и Биргит Фройд. Скоро след това Петерсон се запознава със Сара Брайтман и работи върху всичките ѝ соло албуми от „Dive“ насам.
Години по-късно се възражда идеята за групата Gregorian, но този път пеейки известни песни като грегориански песнопения. Основното вдъхновение на групата да променя песните е наближаването на едно ново хилядолетие и духовните и културни изпитания пред човечеството на прага на нова ера.
През 1997 Петерсон работи с израелската певица Офра Хаза върху последния ѝ албум „Ofra Haza“, преди тя да почине от СПИН през 2000 година. Този албум се оказва впоследствие изключително успешен в Европа и САЩ.